# 喫茶キャッツアイ
喫茶キャッツアイは、北条司の漫画作品『キャッツ♥アイ』『シティーハンター』やそれを原作としたアニメ作品などに登場する架空の喫茶店。
初出は『キャッツ♥アイ』だが、「喫茶キャッツアイ」の表記は「キャッツ♥アイ」ではなく「キャッツアイ」及び「CAT'S EYE」となっている。

## 『キャッツ♥アイ』シリーズ

### 『キャッツ♥アイ』での喫茶キャッツアイ
怪盗・キャッツアイの正体である泪・瞳・愛の来生三姉妹が表の顔として経営している店。
劇中数度襲撃対象になることはあったが、舞台としてはキャッツとしてのアクション面よりも来生三姉妹やその周辺の人物などの日常を描く際に使われることが多い。
この喫茶店の裏側（アニメでは道の向かい）に犬鳴署があり、キャッツ特捜班もそこにあったが、原作では後にキャッツ特捜班のみ道の向かいのビルに移転されることとなる。

### 『キャッツ・愛』でのCAFE CAT'S EYE
『キャッツ♥アイ』のリメイク作品『キャッツ・愛』においては、場所を吉祥寺に移し、名称も「CAFE CAT'S EYE」と変更している。店内のレイアウトはほぼ変わらないが、椅子やテーブルなどのインテリアと、出入り口の位置が異なっている。「喫茶キャッツアイ」と違い、雑居ビルの1階に店を構えている。
経営は怪盗から足を洗った来生三姉妹。

## 『シティーハンター』シリーズ

### 『シティーハンター XYZ』での喫茶キャッツアイ
『シティーハンター』の読切作品である『シティーハンター XYZ』では、来生瞳と『キャッツ♥アイ』でのキャッツ特捜班の主任にして瞳の恋人である内海俊夫のような2人が経営している店。
この読切版は連載前のプロト作品であり槇村香の性格や細部の設定など、『シティーハンター』とはパラレルワールドの関係にある。

### 『シティーハンター』での喫茶キャッツアイ
『シティーハンター』では、凄腕のスイーパーである伊集院隼人（通称「ファルコン」「海坊主」）の表の顔として海坊主の相棒である美樹が経営している店。後に『キャッツ♥アイ』からのセルフパロディであり、キャッツと同じくレオタードを仕事着とする怪盗である麻生かすみがバイトの店員として加わっていく。『シティーハンター』内では、槇村香の冴羽獠に対するハンマー攻撃の他、敵の襲撃などで店内を破壊されることがあり、舞台としての登場頻度は高い。地下には武器庫や射撃場などがあり、海坊主や美樹だけでなく、野上冴子や槇村香が使用しているシーンも見られる。
CHのスピンオフである『あの伊集院隼人氏の極めて平穏な一日』では、全編キャッツアイのみを舞台としていた。
また、2017年より月刊コミックゼノンにおいて連載されているシティーハンターを原作とした『今日からCITY HUNTER』においては、本作と同様の展開である。

#### 2019年以降のアニメ版シティーハンターにおいて
原作の『キャッツ♥アイ』と『シティーハンター』の関係は、ガイドブックなどで語られるようにパラレルワールドの関係であり世界観の共有はなく、喫茶キャッツアイも同様である。アニメ版CHにおいてもTV版時代は原作に準じた扱いであった。しかし2019年以降のアニメ作品では来生三姉妹が登場し物語に絡んでおり、これ以後の喫茶キャッツアイは両作の設定を取り入れたようなものになっている。
2019年の映画『劇場版シティーハンター 〈新宿プライベート・アイズ〉』では、怪盗キャッツアイの来生三姉妹とシティーハンターが同一の世界にいる作品として描かれ、海坊主や美樹は店の経営を任されている立場で、来生三姉妹は店のオーナーとして登場している。三姉妹は大富豪にして怪盗であり、その技術を使い槇村香を助けている。また新宿プライベート・アイズの続編で2023年に公開された『劇場版シティーハンター 天使の涙』にも冒頭から登場し、冴羽獠と海坊主の助けを受けて盗みを行った。
店舗としてのキャッツアイにも変化があり、『新宿PE』では獠たちから海小坊主とあだ名された接客ロボットが導入され、海坊主は我が子のように可愛がっている。新宿PE後半で敵組織の襲撃により半壊状態になり海小坊主も負傷したが、終盤では修繕が行われ海小坊主も傷が治り帰ってきた。そのシーンにおいて修繕業者と海坊主の会話から、交換された窓ガラスにはレベル III Aの防弾ガラスが使われており、値段を聞いた海坊主は「そんなに高いのか！」と驚愕していた。
その続編である『天使の涙』では修繕後の喫茶キャッツアイの様子も描かれた。来生三姉妹と海坊主、美樹との会話から、極厚防弾ガラスや梁を補強する鉄骨を入れたことで多額の修繕費がかかったこと、その費用は三姉妹が肩代わりしたことが語られている。さらに海小坊主の頭にはスイッチが付けられており、それを押すと店舗の防御モードが起動する。防御モードでは全ての窓ガラスが装甲板で覆われ、さらにカウンターが大型の盾で囲まれることで襲撃に備える。この防御モードは、海坊主と美樹が勝手に行い費用を三姉妹に肩代わりさせたもので、三女の来生愛がそうとは知らず海小坊主の防御モードスイッチを押したことで発覚した。なお、店の窓ガラスが防弾仕様という設定は、後述の『エンジェル・ハート』でも取り入れられている。
来生三姉妹の登場により海坊主と美樹のキャラクターにも変化があり、二人は三姉妹に全く頭が上がらない立場として描かれている。二人は終始敬語で話しペコペコしており、新宿PEで店を破壊された直後に来生三姉妹が訪れた際には、土下座をし赦しを乞うていた。

### 『エンジェル・ハート』での喫茶キャッツアイ
「ファルコン」「海坊主」と呼ばれる元傭兵であり、冴羽と双璧を張っていたスイーパーが引退後に経営している店。
後に、劉信宏という台湾人の青年なども店員として加わっていく。
店の窓は防弾ガラスになっており、その安全性から登場人物たちの集いの場として登場することが多い。
なお、『シティーハンター』と『エンジェル・ハート』の関係は、パラレル・ワールドの関係にあり、経営者である「ファルコン」や「海坊主」と呼ばれる男も上記の伊集院隼人とは別人としていることを『北条司漫画家25周年記念、自選イラストレーション100』で作者自ら述べている。アフリカ系アメリカ人。本名も不明。
ただし、『シティーハンター』での麻生かすみと同様に、美樹のセルフパロディとしてミキという少女がこの「ファルコン」や「海坊主」と呼ばれる男に関わっている。